# 水手战士V
《水手戰士V》是日本漫画家武内直子的日本漫畫作品，故事講述13歲的爱野美奈子最初以水手V的身分覺醒並單獨與敵人作戰。是《美少女戰士》的前傳故事。
《水手戰士V》漫畫的發表早於同一世界觀的《美少女戰士》。最初只作零星地發布，由漫畫雜誌《るんるん》的1993年5月號開始連載。
《水手戰士V》最終共15個章節，故事於1997年結束；單行本發行共3卷，而新裝版則合编為2卷。

## 發展
1991年，武内直子以她從前的作品《櫻桃計劃》而聞名，使她有機會可以寫一篇關於任何她所想的短篇故事。作為魔法少女及戰隊流派的粉絲，她決定把兩者結合起來。武内直子深受當時正在熱播的電視劇《美少女假面》之影響，這結果使她得到創作這個一次性的標題—《水手戰士V》的靈感，那是講述一個能夠變身成為英雄的年輕女生，以對抗邪惡勢力對地球的入侵。
這概念得到東映動畫的青睞，他們抓住了故事的風向，並看到它所具備的潛質。他們聯絡武内直子，希望以這雙重概念來創作動畫，並會忠於漫畫原著的內容，把它製作為一共4卷的OVA來推出發售。然而後來因為日本的一家製筆公司「水手萬年筆」早已為與此作品同名的商標註冊了，所以原訂漫畫的OVA化製作被緊急煞停了。後來他們把這個構思改變左一下，讓不止一個角色能夠變身。這個後來變成了《美少女戰士》，而《水手戰士V》則成為其前傳及原作。
由於武内直子同時為《水手戰士V》及《美少女戰士》進行創作，而《水手戰士V》的章節被零星地發佈，使它最終較《美少女戰士》短得多，最終故事只有15個章節，並於1997年結束。《美少女戰士》中的月野兔、火野麗及古幡元基等人曾於《水手戰士V》中客串。
在《美少女戰士》的第21集—《守護孩子們的夢想！因為動畫被連結起來的友情》中提到，電視動畫其實也預計播放《水手戰士V》的設定，後來由於動畫製作人之間的不和而終止製作計劃；在動畫的第42集《Sailor Venus的過去，美奈子的淒美戀愛》中，其主要劇情是講述原作完結後所發生的事情：美奈子在擊敗黑暗代理人後，以Sailor V的名義到倫敦打擊黑暗帝國的妖魔，輾轉認識到國隊女刑警及男友，後來因失戀而回到東京。
2003年，隨著台灣的大然文化投資失利的影響，導致日本的講談社跟大然文化發出緊急停止漫畫出版授權的通告，故導致《水手戰士V》的單行本只是出版了前兩卷，而第三卷則被終止發行。
《美少女戰士》的真人版電視劇集推出，《水手戰士V》此也被單獨製作成為DVD音像作品—《美少女战士真人版》的前篇Act.Zero。

## 劇情簡介
《水手戰士V》以13歲的女中學生愛野美奈子為主角，初中時期的她，是個活潑開朗，學業成績不理想但體育成績卓越的女生。隨著年齡漸長，她性格爽直、經常心不在焉，並夢想有一天能找到真愛。
有一天，她跟一隻額頭上有新月形標記的白貓相遇後，她正常而平靜的生活隨之發生變化。那隻貓會說人類的語言，並自稱為阿提密斯，牠指美奈子是比任何人更強大和更漂亮而成為美少女戰士的人。牠賦予她作為金星守護戰士的名義，並以保護地球作為其使命。為了協助她完成任務，阿提密斯給她兩件物品—新月形變身粉盒及變身筆。這兩個變身裝置讓她有另一個身分，是美麗與正義的水手服戰士Sailor V。背負著沉重的使命感的Sailor V經常跟神秘的丹伯里（Danburite）為首的邪惡的黑暗帝國代理人作戰，雙方不斷進行非同尋常的較量，Sailor V努力尋找所有事情的真相......最終直至她前世的記憶被喚醒...
在系列的後段，愛野美奈子憶起她跟其他戰士一起生活的前世，並意識到自己保護月亮王國公主的職責比起其浪漫更為重要。在系列的後段，美奈子放棄作為Sailor V的身分，並開始以Sailor Venus的身分繼續其水手服戰士的真正使命。

## 登場角色

### 正派
- 愛野美奈子 — Sailor V／Sailor Venus — 本作的主角，實際上是水手服戰士中最早覺醒的戰士。自前世直至今生都擔任著眾水手服戰士的領袖。
- 阿提密斯 — 白色的雄貓，擁有說人類語言的能力，是美奈子的搭檔。
- 首領（變身筆）— 變身筆會在危機時會發出神秘的聲音，向美奈子及阿提密斯通訊、發出指示或提供情報。其聲音的真實身分不明。

### 美奈子的朋友
- 空野光— 美奈子的同班同學，亦是其好友。其相貌跟水野亞美相似。（這是因為根據作者超初期設定，空野光就是五戰士之一，不過沒有實際採用此設定，因此空野光與後來的水野亞美成為兩個不同的人物，但水野亞美維持了空野光的外型特徵）
- 天野久和 — 美奈子的同班同學，是個電子話遊戲迷。其相貌與月野兔的海野同學相似。
- 古幡元基 — 皇冠遊戲機中心工作的大哥哥。

### 刑警
- 樱田夏菜 — 警察廳的總監。若木的上司。是水手战士V的铁杆粉丝。是《美少女战士》中月野兔的班主任—樱田春菜的妹妹。
- 若木敏男 — 樱田夏菜手下的特殊警官。因水手战士V每次都抢走了他的功劳而怨恨水手战士V。

### 反派

#### 黑暗代理人
黑暗代理人是《美少女战士》里出现的邪恶组织—黑暗王国在日本东京的一家演艺公司，主要目的是派出偶像对粉丝们进行洗脑，收集他们的能量，使他们成为黑暗代理人的奴隶，好统治整个东京。
最上A／达恩怀特
在美奈子眼前以“怪盗A”的角色名义所出现的偶像。其实真实身份是黑暗王国四天王的直属部下，是黑暗代理人的幕后黑手。

## 章節標題
第一卷
- Vol.1 水手戰士V誕生！
- Vol.2 美奈子在「王冠遊戲中心」
- Vol.3 水手戰士V初登場—「頻道44」潘朵拉的野心篇
- Vol.4 小潘朵拉的野心篇
- Vol.5 黑暗代理人的陰謀篇
- Vol.6 對決！水手戰士V vs 電腦少女露加

第二卷
- Vol.7 水手戰士V假期—到夏威夷的渴望
- Vol.8 林蔭小徑之戀—威力全開！
- Vol.9 水手戰士V vs 迪普妮
- Vol.10 水手戰士V有麻煩？！

第三卷
- Vol.11 寵物篇1：娘娘的陰謀
- Vol.12 寵物篇2：王王的陰謀
- Vol.13 寵物篇3：觸觸的陰謀
- Vol.14 打在頭帶石上的男人
- Vol.15 踏上新的旅程！（上）
- Vol.16 踏上新的旅程！（下）

## 跟其他系列的連接
- 美少女戰士 — Sailor V出現於《美少女戰士》的真人版系列中。她的覺醒、武器與攻擊都有所不同，但在原創漫畫中對Sailor V的描述仍然適用。她有一小部分希望像她一樣的年輕女孩追隨者，包括Sailor K、Sailor N及Sailor M。
- Sailor V以至《美少女戰士》中的角色 — 美奈子有一位名叫空野晶晶（空野 ひかる）的好友，及一位名叫天野久和（天野ぐりかず）的同學。這兩個角色後來分別有著水野亞美及海野栗雄的外觀。

## 出版書籍
單行本
| 集數 | 講談社         | 講談社             | 天下出版       | 天下出版           | 大然文化      | 大然文化           | 中国对外翻译出版社 | 中国对外翻译出版社      |
| 集數 | 發售日期       | ISBN               | 發售日期       | ISBN               | 發售日期      | ISBN               | 發售日期           | ISBN                    |
| ---- | -------------- | ------------------ | -------------- | ------------------ | ------------- | ------------------ | ------------------ | ----------------------- |
| 1    | 1993年12月18日 | ISBN 4-06-322801-0 | 1995年12月7日  | ISBN 962-585-630-7 | 1995年12月6日 | ISBN 957-25-1910-0 | 1997年2月第1版     | ISBN 7-5001-0346-8/J·15 |
| 2    | 1994年10月22日 | ISBN 4-06-322810-X | 1995年12月21日 | ISBN 962-585-631-5 |               | ISBN 957-25-1920-4 | 1995年3月第1版     | ISBN 7-5001-0338-7/J·7  |
| 3    | 1997年11月6日  | ISBN 4-06-322834-7 | 1998年3月26日  | ISBN 962-953-300-6 |               |                    | 1996年1月第1版     | ISBN 7-5001-0341-7/J·10 |

| 冊數 | 講談社         | 講談社                 |
| 冊數 | 發售日期       | ISBN                   |
| ---- | -------------- | ---------------------- |
| 1    | 2004年10月28日 | ISBN 978-4-06-334929-0 |
| 2    | 2004年11月20日 | ISBN 978-4-06-334947-4 |

| 冊數 | 講談社        | 講談社                 |
| 冊數 | 發售日期      | ISBN                   |
| ---- | ------------- | ---------------------- |
| 1    | 2014年5月27日 | ISBN 978-4-06-364946-8 |
| 2    | 2014年5月27日 | ISBN 978-4-06-364947-5 |

## 相關商品

### 原創錄影帶DVD
- 『美少女戦士セーラームーン実写版 Act.ZERO セーラーV誕生!』（片面1層、本篇30分、萬代影視、2005年3月25日發售） BCBS-2107 
  - 映像特典
    - ミニドラマ『タキシード仮面 誕生の秘密』・『陽菜…その後』
    - セーラー戦士座談会 - 1年間を振り返って その5
    - スペシャル企画! うさぎ＆衛のロケ地めぐり
    - クランクアップ・コメント集（セーラー戦士、タキシード仮面、四天王 他）